# Natan (Prophet)

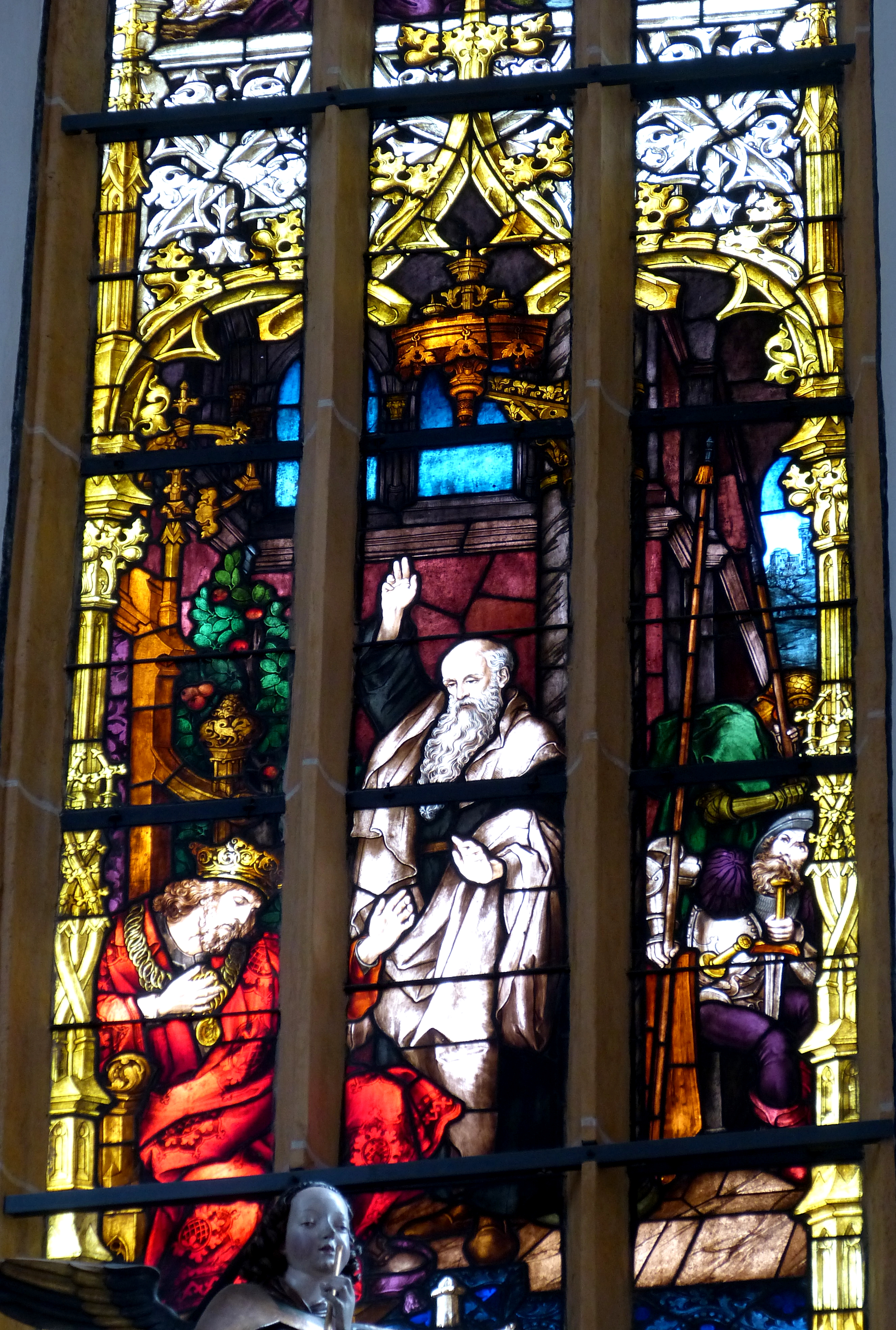
König David und Nathan, Fenster (1896) in der Stadtkirche Schwabach

Natan, auch Nathan (hebräisch נָתָן nāṯān „(Gott) hat gegeben“), ist im Tanach und der Hebräischen Bibel ein früher Prophet der Israeliten, der zur Regierungszeit des Königs David auftrat.

## Natan in der biblischen Erzählung
In der Natanweissagung im 2. Buch Samuel bestärkt der Prophet zunächst seinen König, als er von dessen Plänen erfährt, einen Tempel in Jerusalem zu bauen. In der folgenden Nacht offenbart JHWH seine Kritik am Tempelbau gegenüber Natan und beauftragt ihn, seine Prophezeiung an König David weiterzuleiten. Natan kritisiert darauf den geplanten Tempelbau als für den mitziehenden Gott der Nomadenstämme unangemessen, sagt David dann aber ewige Thronfolge zu. Nicht er, sondern sein Sohn werde den Tempel erbauen; Davids Dynastie werde für immer Bestand haben (2 Sam 7,1–16 ). Diese Weissagung wurde in der exilischen Prophetie nach der Tempelzerstörung 586 v. Chr. auf den zukünftigen Messias bezogen. In christlicher Interpretation wird sie als Ankündigung Jesu von Nazaret im Alten Testament gedeutet.
In der Natanparabel im 2. Buch Samuel tritt Natan als der von Gott beauftragte scharfe Kritiker Davids für dessen Mord an Urija, seinem Feldhauptmann, und für den Ehebruch mit Bathseba, dessen Witwe (2 Sam 12,1–24 ), auf.
Im 1. Buch der Könige war Natan außerdem jener Prophet, der den Putschplan Adonijas, eines anderen Davidsohns, vereitelte und Salomo im Auftrag Davids vorzeitig zum Thronfolger salbte (1 Kön 1 ).